# Pełnomocnik Rządu do Spraw Telekomunikacji na Wsi
Pełnomocnik Rządu do Spraw Telekomunikacji na Wsi – jednostka organizacyjna Ministerstwa Łączności istniejąca w latach 1992–2001, powołana w celu inicjowania i koordynowania działań służących powstawaniu i rozwojowi telekomunikacji wiejskiej.

## Powołanie pełnomocnika
Na podstawie rozporządzenia Rady Ministrów z 1992 r. w sprawie zadań i kompetencji Pełnomocnika Rządu do Spraw Telekomunikacji na Wsi ustanowiono pełnomocnika. Powołanie Pełnomocnika pozostawało w ścisłym związku z ustawą z 1990 r. o łączności.  
Pełnomocnik Rządu działał w strukturze organizacyjnej Ministerstwa Łączności w randze dyrektora generalnego.

## Zadania Pełnomocnika
Do zadań i kompetencji Pełnomocnika należało inicjowanie i koordynowanie działań służących rozwojowi telekomunikacji wiejskiej, a w szczególności:
- analiza stanu telekomunikacji wiejskiej,
- przygotowanie propozycji sposobów poprawy stanu telekomunikacji wiejskiej,
- koordynowanie działań, w ramach prac Rady Ministrów, zmierzających do ułatwienia rozwoju telekomunikacji wiejskiej,
- inicjowanie przedsięwzięć umożliwiających rozwój telekomunikacji wiejskiej,
- koordynowanie pomocy ze strony zagranicy dla telekomunikacji wiejskiej.

## Obowiązki Pełnomocnika
Pełnomocnik, w porozumieniu z Ministrem Łączności, w szczególności:
- przedstawiał Radzie Ministrów lub poszczególnym ministrom propozycje działań i przedsięwzięć, a zwłaszcza projekty zmian uregulowań prawnych, w tym dotyczących spraw finansowych, zmierzających do usprawnienia telekomunikacji wiejskiej,
- inicjował oraz  podejmował i koordynował działania w zakresie współpracy z zagranicznymi bankami, a także instytucjami i organizacjami finansowymi, mające na celu gromadzenie środków finansowych i technicznych na budowę i rozwój telekomunikacji wiejskiej,
- podejmował działania w celu racjonalnego wykorzystania środków finansowych i rzeczowych będących w dyspozycji Rady Ministrów, przeznaczonych na rozwój telekomunikacji na wsi,
- współdziałał z właściwymi organami samorządu terytorialnego i innymi jednostkami organizacyjnymi w kształtowaniu i realizacji polityki kredytowej w zakresie telekomunikacji wiejskiej,
- występował do wszystkich zainteresowanych organów i jednostek organizacyjnych z wnioskami o udzielenie informacji o stanie telekomunikacji wiejskiej i propozycjach jej poprawy,
- propagował w środkach masowego przekazywania informacje o optymalnych sposobach i formach organizacji telefonizacji wsi,
- prowadził stałą współpracę z organami samorządu terytorialnego oraz z organizacjami społecznymi i podmiotami gospodarczymi w dziedzinie telekomunikacji wiejskiej.

## Działania Pełnomocnika z 1997 r.
Na podstawie rozporządzenia Rady Ministrów z 1997 r. w sprawie Pełnomocnika Rządu do Spraw Telekomunikacji na Wsi do zadań i kompetencji Pełnomocnika należało inicjowanie i koordynowanie działań służących rozwojowi telekomunikacji wiejskiej, a w szczególności:
- systematyczna analiza i ocena stanu telekomunikacji wiejskiej,
- przygotowywanie propozycji sposobów poprawy stanu telekomunikacji wiejskiej,
- koordynowanie działań w ramach prac Rady Ministrów, zmierzających do rozwoju telekomunikacji wiejskiej oraz pomocy ze strony zagranicy dla telekomunikacji wiejskiej,
- inicjowanie przedsięwzięć umożliwiających rozwój telekomunikacji wiejskiej.

## Obowiązki Pełnomocnika z 1997 r.
Pełnomocnik w porozumieniu z Ministrem Łączności, w szczególności:
- przedstawiał Radzie Ministrów lub poszczególnym ministrom propozycje działań i przedsięwzięć, zwłaszcza projekty zmian uregulowań prawnych zmierzających do usprawnienia telekomunikacji wiejskiej,
- inicjował oraz podejmował  działania w zakresie współpracy z bankami, a także instytucjami i organizacjami finansowymi, mające na celu gromadzenie środków finansowych i technicznych na budowę i rozwój telekomunikacji wiejskiej,
- podejmował działania w celu racjonalnego wykorzystania środków finansowych przeznaczonych na rozwój telekomunikacji wiejskiej, planowanych w ustawie budżetowej,
- współdziałał z właściwymi organami samorządu terytorialnego i innymi jednostkami organizacyjnymi w kształtowaniu i realizacji polityki kredytowej w zakresie telekomunikacji wiejskiej,
- propagował w środkach masowego przekazywania informacje o optymalnych sposobach i formach organizacji telefonizacji wsi,
- prowadził stałą współpracę z organami samorządu terytorialnego oraz organizacjami społecznymi i podmiotami gospodarczymi w dziedzinie telekomunikacji wiejskiej,
- współdziałał z operatorami usług powszechnych na rzecz rozwoju telekomunikacji wiejskiej.

Organy administracji rządowej obowiązane były do współdziałania i udzielania pomocy Pełnomocnikowi w realizacji jego zadań, w szczególności przez udostępnianie mu niezbędnych informacji o stanie telekomunikacji wiejskiej i propozycji jej poprawy.
Obsługę merytoryczną, organizacyjno-prawną, techniczną i kancelaryjno-biurową zapewniało Pełnomocnikowi Ministerstwo Łączności.

## Zniesienie urzędu Pełnomocnika
Na podstawie rozporządzenia Rady Ministrów z 2001 r. w sprawie zniesienia niektórych pełnomocników Rządu zlikwidowano urząd Pełnomocnika.